# Der Morgen
Der Morgen (Il Mattino) è stato un quotidiano pubblicato nella Repubblica Democratica Tedesca (RDT).
Der Morgen era l'organo centrale del Partito Liberal-Democratico di Germania, ovvero un "partito satellite" del Partito Socialista Unificato di Germania (SED). Fu pubblicato dal 3 agosto 1945, sei volte a settimana: le premesse del primo numero dichiararono il suo obiettivo di diventare "voce della borghesia democratica liberale".

## Storia
Durante la svolta democratica del biennio 1989-1990, fu il primo giornale della RDT a smarcarsi dal sistema monopartitico de facto del SED e a tollerare contributi e lettere dei lettori, che trattavano in modo critico il sistema tedesco orientale dell'epoca. Nel febbraio 1990, pochi mesi dopo la caduta del muro di Berlino, Der Morgen divenne il primo giornale della RDT a parlare delle purghe staliniste in Germania.
Nel luglio 1990 il giornale venne rilevato dalla casa editrice tedesco-occidentale Axel Springer Verlag. Da quel momento, il comitato editoriale incluse giornalisti sia della Germania Orientale sia Occidentale, molti dei quali provenivano da Der Spiegel o dal Die Tageszeitung. Sotto il suo nuovo caporedattore, Der Morgen cambià linea editoriale e, in tal senso, portò avanti una serie di inchieste sulle finanze del neonato Partito del Socialismo Democratico, erede del SED nella nuova Germania unita, e sui precedenti collegamenti di vari suoi politici con la Stasi; i redattori Jan von Flocken, Erwin Jurtschitsch e Michael Klonovsky vennero premiati con il Wächterpreis der Tagespresse per il loro coraggioso "svelamento e gestione delle violazioni dei diritti umani commesse dalla giustizia della RDT".
Nell'autunno 1990, Der Morgen si fuse con il giornale del Partito Nazional-Democratico di Germania (un altro ex blockpartei), il Berliner Allgemeine. Sebbene Der Morgen fosse apprezzato dalla critica per il suo stile giornalistico e ne fosse stata garantita la sopravvivenza dai suoi nuovi proprietari, meno di un anno dopo, l'11 giugno 1991, la casa editrice Springer lo chiuse: la decisione venne sollecitata dal manager di Springer, Erhard van Straaten, che disapprovò la posizione liberale assunta dalla redazione del giornale. Der Morgen era anche diventato un concorrente del Die Welt, questo appoggiato dai conservatori della stessa casa editrice.